# سكوت بارو
سكوت بارو (بالإنجليزية: Scott Barrow)‏ (19 أكتوبر 1988 بسوانزي في المملكة المتحدة - ) هو لاعب كرة قدم ويلزي في مركز الدفاع. لعب مع ماكليسفيلد تاون ونيوبورت كونتي ونادي تاموورث وPort Talbot Town F.C. ‏ وBriton Ferry Athletic F.C. ‏.

## وصلات خارجية
- سكوت بارو على موقع قاعدة بيانات كرة القدم.إي يو (الإنجليزية)
- سكوت بارو على موقع Soccerbase.com (لاعب) (الإنجليزية)
- سكوت بارو على موقع Soccerway.com (الإنجليزية)